# Roger Trinquier

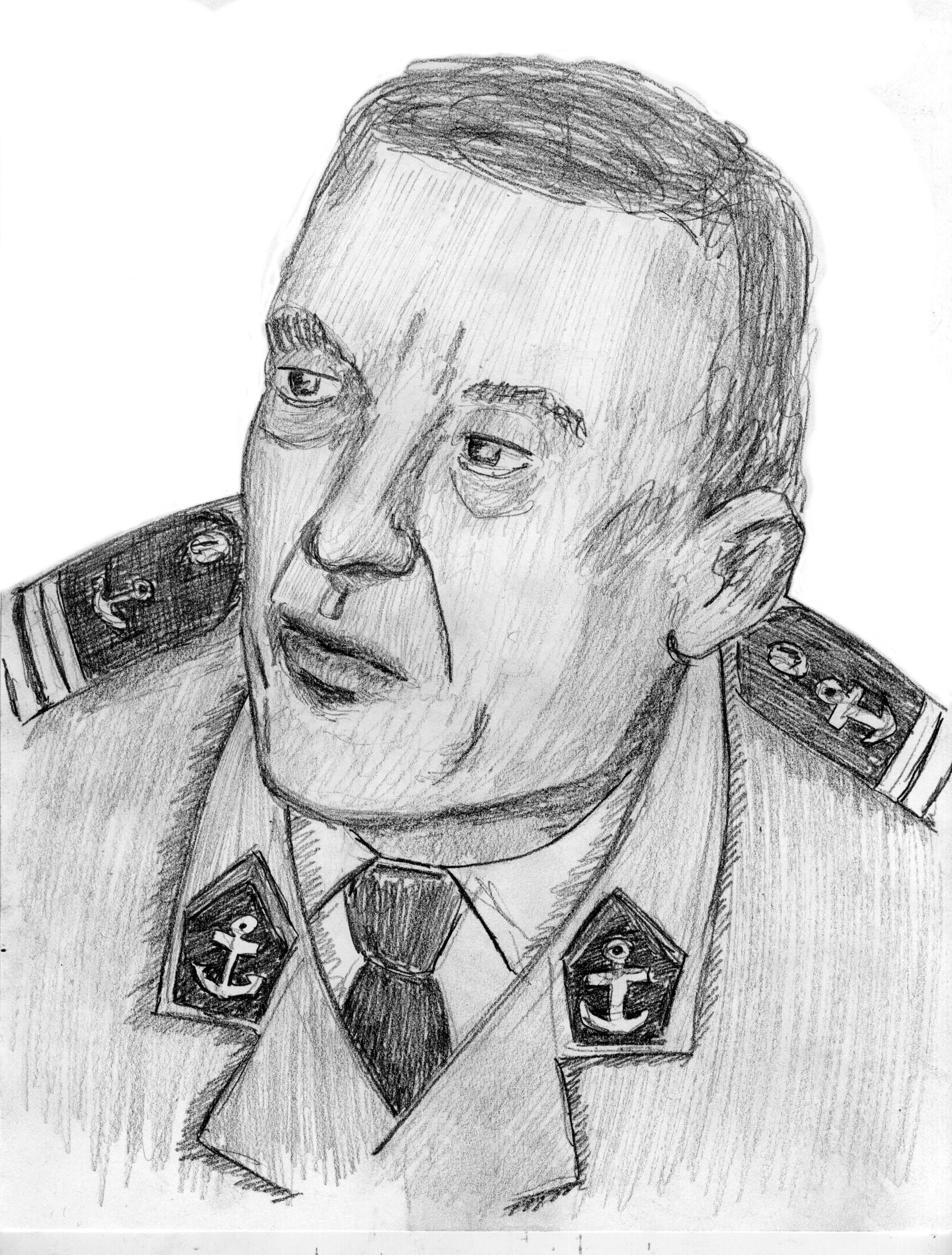
Roger Trinquier

Roger Trinquier (* 20. März 1908 in La Baume; † 11. Januar 1986 in Vence) war ein französischer Offizier, der im Indochinakrieg im Norden Laos eine Guerillatruppe kommandierte. Später war er im Algerienkrieg den Fallschirmjäger-Einheiten („Paras“) zugeteilt, die unter seiner Leitung für die massenhafte Folterung und Tötung von verhafteten, vermeintlichen Mitgliedern der Untergrundbewegung FLN verantwortlich waren. Seine umstrittenen Konzepte zur „modernen Kriegsführung“ – auch als französische Doktrin bezeichnet – dienen teilweise bis heute als Lehrbeispiel für die Bekämpfung von Aufständischen und Terroristen durch Militär und Geheimdienste.

## Leben
Bis zu seinem dreizehnten Lebensjahr besuchte der Sohn eines Bergbauern die Dorfschule seiner Heimat. Danach besuchte er bis zu seinem Abschluss im Alter von 20 Jahren die école normale in Aix-en-Provence. Er wollte Lehrer werden.

### Militärische Laufbahn
Als er zum zweijährigen Wehrdienst eingezogen worden war, sollte er zum Reserveoffizier ausgebildet werden. Er beantragte jedoch die Übernahme in die Offiziersschule von Saint-Maixent-l’École, die er – speziell zum überseeischen Einsatz ausgebildet – 1931 als Leutnant der Marineinfanterie (1870–1961 Colonials genannt) abschloss.
Sein erster Posten war mit Chi-Ma ein weit abgelegener Bergort in Tongking nahe der chinesischen Grenze. Zur Bekämpfung chinesischer Rauschgiftschmuggler war er gezwungen, die Hilfe von Einheimischen in Anspruch zu nehmen. Dabei erlernte er die Dialekte mehrerer Bergstämme.
Nachdem er 1937 nach Frankreich zurückgekehrt war, wurde er bald zur Truppe in der französischen Konzession von Shanghai abkommandiert. Kurz darauf übernahm er das Kommando über eine der beiden Kompanien, die die französische Botschaft in Peking bewachten. Zu dieser Zeit lernte er Chinesisch und freundete sich mit seinem amerikanischen Kollegen Oberst Marstone an.
Unmittelbar nach Kriegsausbruch in Europa im September 1939 wurde Trinquier, wieder in Shanghai, stellvertretender Bataillonskommandeur. Die französischen Truppen wurden von den japanischen Besatzern nicht entwaffnet, da sie als Truppen des Vichy-Regimes nominell Verbündete waren. Als die Japaner jedoch das Vertrauen in die Einstellung der Franzosen verloren, wurden die Shanghaier Truppen, einen Tag später als ihre Kollegen in Indochina, am 10. März 1945 festgesetzt. Trinquier, der 1942 zum Hauptmann befördert worden war, blieb zwar zeitlebens ein Gegner de Gaulles, er hatte sich jedoch auch nie eindeutig für die Vichy-Regierung ausgesprochen.

#### Indochinakrieg

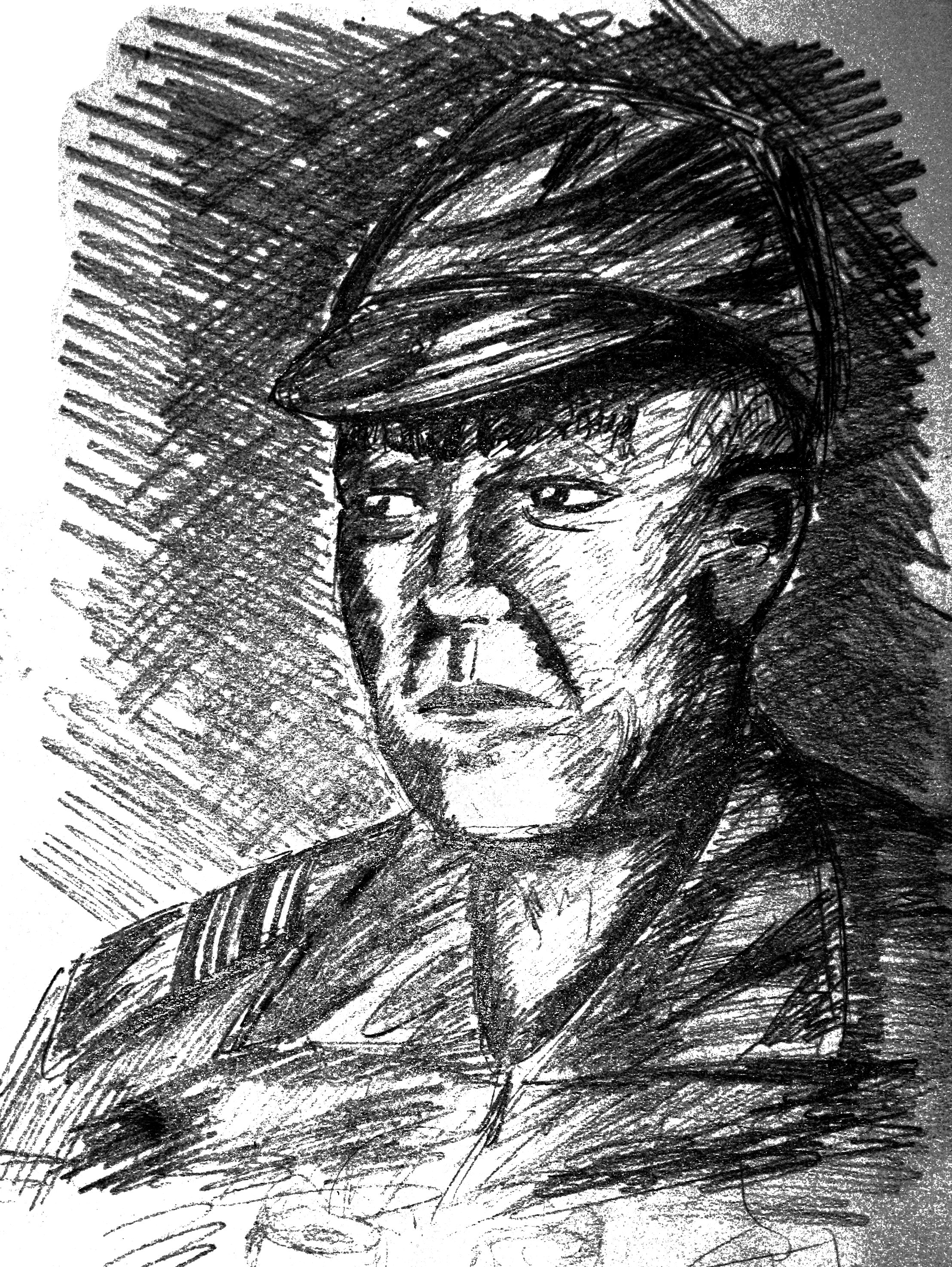
Roger Trinquier

Er meldete sich freiwillig für einen Posten in Indochina. Am 3. Januar 1946 kam er in Saigon an, wo er als Zugführer der Eingreiftruppe Commando Ponchardier zugeordnet wurde – einer Einheit, in der auch Peter Scholl-Latour ab 1946 diente. Wie alle Vichy-Offiziere sollte er entlassen werden. Durch die Fürsprache eines ihm aus seiner Zeit in Chi-Ma bekannten hochrangigen Offiziers – dem späteren Putschisten General Raoul Salan – durfte er im Dienst bleiben.
Zum 1. Februar 1947 wurde er zur Fallschirmspringerschule in Tarbes abgeordnet. Am 14. November 1947 landete Trinquier erneut in Indochina. Diesmal als stellvertretender Kommandeur des 1. Kolonial-Fallschirmjäger-Bataillon (RCP), dessen Kommando er im September 1948 übernahm, als sein Vorgänger gefallen war. Damit ging die Beförderung zum Major einher. Als Nächstes wurde er wieder nach Frankreich beordert, wo er Kommandant eines Fallschirmjägerausbildungszentrums in Fréjus wurde und anschließend zur kolonialen Fallschirmspringerschule gelangte.
Ab Dezember 1951 leitete er die Aktivitäten der neugeschaffenen GCMA in Laos und dem nördlichen Tongking. Er organisierte eine Truppe, deren Aufgabe es war, die Bergvölker und andere Gruppen als Guerillakämpfer zur Unterstützung im Kampf gegen die Viet Minh zu organisieren, und die bis Mitte 1953 etwa 20.000 Söldner umfasste – wohl die größte militärische Einheit, die jemals unter dem Kommando eines Majors stand. Die Leitung der Einheit, die sich mit ausdrücklicher Billigung des Oberkommandierenden General Salan aus dem Drogenhandel finanzierte (Operation X), übernahm er im selben Jahr. Dazu wurde er zum Oberstleutnant befördert. Der „bedauernswerte Zwischenfall“ von Dien Bien Phu brachte seine Aktivitäten zum Ende und zwang ihn, 40.000 Söldner der Gnade der Viet Minh zu überlassen. Der am 1. September 1954 abberufene Trinquier erstellte bis zum 15. Dezember eine Abrechnung der vorhandenen Drogengelder, die den Bergstämmen gehörten, die nun nicht mehr versorgt werden durften. Die Summe wurde (angeblich) von dem General gestohlen, dem sie ausgehändigt worden war.

#### Algerienkrieg
Kurz nach der Suez-Krise wurde Oberstleutnant Trinquier der 10. Fallschirmjäger-Division des Generals Jacques Massu zugeordnet, die die Aufgabe hatte, Algier von „Terroristen“ zu befreien. Trinquier konnte hier seine Ideen zur „modernen Kriegsführung“ voll zur Anwendung bringen, sie wurden als Französische Doktrin bekannt und berüchtigt. Massu, Trinquier und die Fallschirmjäger der 10. Division machten sich mit wilder Entschlossenheit an ihre Aufgabe, die FLN auszumerzen. Trinquier schuf auch die philosophische Grundlage für den Gebrauch der Erzeugung von Angst und Schrecken. Für einen Revolutionär sei Folter ein Fluch, so wie es Flak für einen Kampfflieger oder Maschinengewehrfeuer für einen Infanteristen darstelle. Seine Methoden waren in Algier erfolgreich, in den Augen eines Großteils der Öffentlichkeit der vierten Republik jedoch war dieser „schmutzige Krieg“ nicht tolerierbar. Die zahlreichen, systematischen Menschenrechtsverletzungen im Rahmen der militärisch eigentlich erfolgreichen Doktrin führten langfristig zu einer deutlichen innen- und außenpolitischen Schwächung Frankreichs in Bezug auf die Algerienfrage.
Die Regierung, deren Innenminister François Mitterrand zunächst auch Zwangsumsiedlungen anordnete, sah sich gezwungen, nach weltweiten Protesten diese Art des Kampfes zumindest nach außen hin zu beenden. Trinquier wurde kurzzeitig aus den Augen der Öffentlichkeit entfernt, indem er zur Fallschirmjägerschule in Pau abkommandiert wurde. Sein Förderer Salan rief ihn jedoch bald zurück.

#### Katanga
Aus Algerien wurde er endgültig abberufen, um in der Provinz Katanga der Demokratischen Republik Kongo die von Weißen kommandierten Söldnertruppen des Präsidenten Moise Tschombé zu organisieren. Er kam am 25. Januar 1961 in Elisabethville an, wurde jedoch auf Druck der UNO und belgischer Diplomaten am 9. März wieder ausgewiesen. Jean Lartéguy benutzte 1963 Trinquier als Vorbild für seine Figur des Oberst La Roncière in seinem Roman Die grausamen Träume, dessen Handlung in Katanga angesiedelt ist.

#### Politisch bedingtes Ende der Militärkarriere
Am 21. April 1961 putschten Mitglieder der Geheimorganisation Organisation de l’armée secrète (OAS) gegen den französischen Präsidenten Charles de Gaulle wegen des französischen Rückzugs aus Algerien. Zwar war Trinquier am Putsch nicht beteiligt (er befand sich in Athen), doch war seine militärische Karriere aufgrund seiner Nähe zum führenden Putschisten General Raoul Salan effektiv beendet. Seinem Gesuch, in den Ruhestand als Reserveoffizier versetzt zu werden, wurde entsprochen.

#### Militärberater in Laos
Trinquier fand sich keineswegs beschäftigungslos, sondern wurde Militärberater. Die CIA lud den Terrorspezialisten ein, im Norden Laos’ als Nachfolger des Baptistenmissionars und CIA-Agenten William Young die seit 1958 aufgebaute L’Armée Clandestine des Vang Pao – in der auch Angehörige der KMT in Birma dienten – weiterzuentwickeln. Nach einigen Monaten löste der CIA-Mann Anthony Posephny (alias Tony Poe) Trinquier ab.

## „Moderne Kriegsführung“
Bereits seit seiner Operation in Laos hatte Trinquier in Kontakt mit US-Spezialisten zur Aufstandsbekämpfung (englisch: counter-insurgency) gestanden und seine Methoden der „modernen Kriegsführung“ (total und brutal auch besonders gegenüber der Zivilbevölkerung) sowie deren verdeckte Finanzierung durch Drogenhandel, vermittelt. US-amerikanisches Personal wurde, vereinzelt ab 1954, systematisch seit ca. 1961, in seinen Terror- und Foltermethoden unterwiesen, die in modifizierter Form bis heute die Grundlage derartiger Maßnahmen in der Aufstandsbekämpfung bilden.
Grundlage ist sein Buch La guerre moderne, dessen englische Übersetzung zum US-Ausbildungskanon gehörte. Jedoch sah sich selbst der Berater von McGeorge Bundy, Michael Forrestal – selbst nicht unbedingt ein Linker – gezwungen, über Trinquier zu urteilen: “I should point out that this fellow is a bit of a fascist and ran one of the less attractive ‘Paras’ operations in Algiers […] (deutsch: „Ich muss betonen, dass dieser Mann etwas faschistisch ist und eine der unschöneren Fallschirmjäger-Aktionen in Algier geleitet hat“)”.
Trinquier hielt es für angemessen, massenhafte Zwangsumsiedlungen durchzuführen und „Terroristen“ (oder derartig Verdächtige) aufs Brutalste zu foltern, um schnellstens Informationen zu erhalten. Auch dies sollte der Einschüchterung der Zivilbevölkerung dienen. Im Gegensatz zu seinen amerikanischen Schülern bestand er jedoch darauf, sich bei „Befragungen“ auf für den Kampf Relevantes zu beschränken. Er erkannte „Terroristen“ durchaus als kriegführende Soldaten an.

## Werke
- Le Temps perdu. Paris 1978, ISBN 2-226-00620-6
- La guerre moderne. Paris [c1961], 196S (engl. Übs.: Modern warfare. A French view of counter-insurgency. (Memento vom 20. August 2003 im Internet Archive) London 1964)
- Le coup d’état du 13 Mai. Paris [1962], 271 S
- Guerre, subversion, révolution. Paris 1968, 285 S
- Notre guerre au Katanga (mit Jacques Duchemin, Jacques Le Bailly). Paris 1963
- Le premier bataillon de bérets rouges: Indochine 1947–1949. Paris 1984, ISBN 2-259-01193-4
- Les maquis d’Indochine, 1952–1954; Paris [1976]
- La Bataille pour l’élection du président de la République. Montargis [1965]